# Eleanor Campbellová, vévodkyně z Argyllu
Eleanor Mary Campbellová, vévodkyně z Argyllu DStJ (rozená Cadburyová; * 26. ledna 1973 Merton) je britská šlechtična a ve Skotsku převorka převorství Řádu svatého Jana. Je členkou rodiny Cadburyů a manželkou Torquhila Campbella, 13. vévody z Argyllu.

## Životopis
Eleanor Mary Cadburyová se narodila 26. ledna 1973 v londýnském obvodu Merton Peteru Hughovi George Cadburymu (* 8. června 1943) a jeho manželce Sally Strouvelleové. Prostřednictvím svého otce je prapravnučkou George Cadburyho a praprapravnučkou Johna Cadburyho, zakladatele společnosti vyrábějící čokoládu Cadbury. Má mladšího bratra Simona Charlese (* 1975).
Dne 8. června 2002 se v kostele Panny Marie ve Fairfordu v Gloucestershire provdala za Torquhila Campbella, 13. vévodu z Argyllu.
Vévoda a vévodkyně mají tři děti:
- Archibald Friedrich Campbell, markýz z Kintyre a Lorne (* 9. března 2004, Londýn), známý jako Archie Lorne; v letech 2015 až 2018 sloužil jako královnino čestné páže.
- Lord Rory James Campbell (* 3. února 2006, Londýn)
- Lady Charlotte Mary Campbellová (* 29. října 2008, Londýn)

Eleanor Campbellová je převorkou převorství Řádu svatého Jana. Do funkce byla jmenována 24. června 2021, je první převorkou převorství. 
Je patronkou Královského kaledonského plesu, prezidentka Georgiánské skupiny, patronka Richmond's Hope, First Aid 4 Gambia, členka představenstva Asociace historických domů a zakladatelka hudebního festivalu Best of the West.

## Vyznamenání
- 2021: Dáma po právu a z milosti Řádu svatého Jana (DStJ)[5]